# Francisca Meléndez

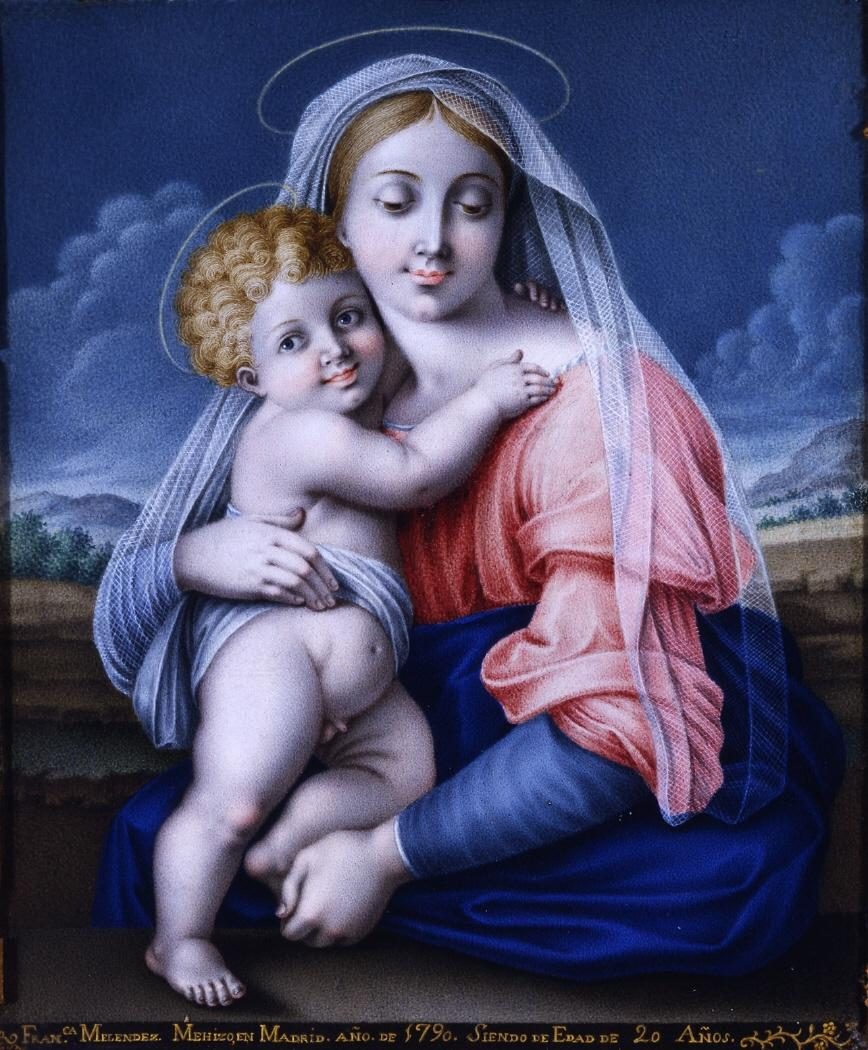
La Verge amb el Nen, oli sobre llenç, 20 x 17 cm. Signat: «Fran.ca Melendez Me hizo en Madrid / Año de 1790 siendo de edad de 20 años». Madrid, Reial Acadèmia de Belles Arts de San Fernando.

Francisca Ifigenia Meléndez y Durazzo o Efigenia (Cadis, 1770- Madrid, 1825) va ser una miniaturista espanyola especialitzada en retrats que normalment pintava amb una tècnica mixta de gouache i aquarel·la sobre ivori.
Era filla de José Agustín Meléndez i néta de Francisco Antonio Meléndez, miniaturistes, i neboda de Luis Meléndez. En 1790 va pintar a l'oli per a la Reial Acadèmia de Belles Arts de San Fernando una Verge amb el Nen signada «Fran.ca Meléndez Me hizo en Madrid / Año de 1790 siendo de edad de 20 años», que li va valer el nomenament d'acadèmica de mèrit. Quatre anys després, el 6 de desembre de 1794, va ser nomenada pintora de cambra pels seus retrats en miniatura de la família reial, una condició que farà constar en signar algunes de les seues obres, com el retrat de dama amb tocat de plomes adquirit el 2017 per l'Estat per al Museu del Romanticisme de Madrid, signat «Fecit Franca Melendez. pinta. de Cama. de S.S. M.M. Catoli año de 1800».
En 2008, el Meadows Museum de la Southern Methodist University de Dallas (Texas) va adquirir un conjunt de 29 miniatures amb retrats de diversos membres de la família de Carles IV, Manuel Godoy i altres personatges no identificats de la Cort, acompanyats d'una carta de Juan Francisco de Aguiló, secretari de la reina Maria Lluïsa de Parma datada a Aranjuez el 26 de febrer de 1795 en la que sol·licitavat a la pintora que acudira al Reial Lloc per treballar en noves miniatures.
Un retrat de Martín Zapater, amic de Goya, datat el 1797 i conservat a la col·lecció Martínez Lanzas-de las Heras de Tarragona, s'ha exposat de febrer a maig de 2018 al Museu de Belles Arts de Bilbao dins de l'exposició Goya i la cort il·lustrada.